# John Barbirolli
Sir John Barbirolli, właśc. Giovanni Battista Barbirolli (ur. 2 grudnia 1899 w Londynie, zm. 29 lipca 1970 tamże) – brytyjski dyrygent i wiolonczelista pochodzenia włosko-francuskiego.

## Życiorys
Studiował w Trinity College of Music oraz Królewskiej Akademii Muzycznej w Londynie. Jako wiolonczelista debiutował w 1911 roku. Grał w orkiestrze Queen’s Hall, występował także jako solista i kameralista. Od 1924 roku prowadził własny zespół kameralny. W 1926 roku British National Opera Company powierzyła mu prowadzenie wykonań kilku oper włoskich.
W latach 1933–1936 dyrygował Royal Scottish National Orchestra, następnie w latach 1936–1941, jako następca Arturo Toscaniniego, był dyrektorem muzycznym Filharmonii Nowojorskiej. Po powrocie do Anglii w 1943 roku objął kierownictwo orkiestry The Hallé w Manchesterze, którą prowadził do śmierci. Zreorganizował ją i podniósł na wysoki poziom artystyczny, dając liczne koncerty gościnne i zyskując międzynarodową sławę. Od 1961 do 1967 roku kierował również orkiestrą Houston Symphony. W 1949 roku otrzymał tytuł szlachecki. W 1969 roku odznaczony Orderem Towarzyszy Honoru, ponadto komandor I klasy Orderu Białej Róży Finlandii (1963), komandor Orderu Zasługi Republiki Włoskiej (1964), oficer francuskiego Orderu Sztuki i Literatury (1966) i oficer Orderu Narodowego Załugi (1968).
Prezentował szeroki i różnorodny repertuar, wykonując z powodzeniem zarówno dzieła Bacha z połowy wieku XVIII, jak i utwory Berga z wieku XX. Szczególną wagę przywiązywał jednak do współczesnej muzyki brytyjskiej (Edward Elgar, Ralph Vaughan Williams, Alan Rawsthorne, Peter Racine Fricker, Arthur Benjamin). W 1939 roku poślubił oboistkę Evelyn Rothwell, dla której opracowywał transkrypcje na obój utworów kompozytorów okresu baroku.